# خوسيه أنطونيو ألفاريز
خوسيه أنطونيو ألفاريز (بالإسبانية: José Antonio Álvarez Álvarez)‏ هو مصرفي واقتصادي إسباني، ولد في 1961 في Quintana de Fuseros ‏ في إسبانيا.